# 가루다 인도네시아 항공의 운항 노선
가루다 인도네시아 항공은 다음과 같은 노선을 취항하고 있다.

## 운항 노선

### 아시아

#### 동아시아
- 대한민국
  - 서울 - 인천국제공항
- 중화인민공화국
  - 베이징 - 베이징 수도 국제공항
  - 광저우 - 광저우 바이윈 국제공항
  - 상하이 - 상하이 푸둥 국제공항
- 홍콩
  - 홍콩 - 홍콩 첵랍콕 국제공항
- 일본
  - 도쿄
    - 하네다 국제공항
    - 나리타 국제공항

#### 동남아시아
- 말레이시아
  - 쿠알라룸푸르 - 쿠알라룸푸르 국제공항
- 싱가포르
  - 싱가포르 - 싱가포르 창이 국제공항 포커스 시티
- 인도네시아
  - 자와섬
    - 자카르타
      - 수카르노 하타 국제공항 메인 허브
      - 할림 페르다나쿠수마 국제공항

    - 반둥 - 후세인 세스트랭가라 국제공항
    - 말라 - 압둘 리치만 살레 공항
    - 세마랑 - 아하마드 야니 공항
    - 수카르타 - 압둘 수마로 국제공항
    - 수라바야 - 주안다 국제공항
    - 욕야카르타 - 압둘 수카토 국제공항

  - 칼리만탄
    - 발릭파판 - 세피간 국제공항
    - 반자르마신 - 수암수딘 누어 공항
    - 팔랑카라야 - 티자크 루우트 공항
    - 폰티아낙 - 수파디오 공항

  - 소순다열도
    - 덴파사르 - 응우라라이 국제공항
    - 쿠팡 - 엘 타리 공항

  - 말루쿠 주
    - 아맘본 - 페트무라 공항
    - 테르나테 - 바브라하 공항

  - 파푸아 주
    - 비악 - 프랜스 카스포 공항
    - 자야푸라 - 센타니 공항
    - 타마카 - 타마카 공항

  - 술라웨시섬
    - 고론탈로 - 자라루딘 공항
    - 큰다리 - 몽인시디 공항
    - 마카사르 - 술탄 하스안우딘 국제공항
    - 므나도 - 샘 라트앙그 국제공항
    - 팔루 - 마트리아 공항

  - 수마트라섬
    - 반다아체 - 술탄 이스칸다무라 공항
    - 반다르람풍 - 란딘 인텐 2세 공항
    - 바탐 - 항 나딤 공항 포커스 시티
    - 잠비 - 술탄 타하하 공항
    - 파둥 - 미낭카부 국제공항
    - 팔렘방 - 술탄 마하무드 반다루딘 2세 공항
    - 팡칼피낭 - 팡칼피낭 공항
    - 페칸바루 - 술탄 야프 카슘 2세 국제공항
- 태국
  - 방콕 - 수완나품 국제공항

#### 서남아시아
- 사우디아라비아
  - 메디나 - 프린스 모하메드 빈 압둘아지즈 국제공항
  - 제다 - 킹 압둘아지즈 국제공항
- 카타르
  - 도하 - 하마드 국제공항[3]

### 유럽
- 네덜란드
  - 암스테르담 - 암스테르담 스키폴 국제공항

### 오세아니아
- 오스트레일리아
  - 멜버른 - 멜버른 공항
  - 시드니 - 시드니 킹스포드 스미스 국제공항
  - 크리스마스섬 - 크리스마스섬 공항 전세편

## 과거 취항지

### 아시아

#### 동아시아
- 중화인민공화국
  - 청두 - 청두 솽류 국제공항
- 홍콩
  - 홍콩 - 홍콩 카이탁 국제공항
- 일본
  - 나고야 - 주부 센토레아 국제공항[4]
  - 오사카 - 간사이 국제공항
  - 후쿠오카 - 후쿠오카 공항
- 대만
  - 타이베이 - 타이완 타오위안 국제공항
  - 가오슝 - 가오슝 국제공항

#### 동남아시아
- 말레이시아
  - 코타키나발루 - 코타키나발루 국제공항
  - 페낭 - 페낭 국제공항
- 베트남
  - 호치민 - 떤선녓 국제공항
- 브루나이
  - 반다르스리브가완 - 브루나이 국제공항
- 인도네시아
  - 메단 - 폴로니아 국제공항
  - 마타람 - 슬라파람 공항
  - 파당 - 타빙 공항
- 캄보디아
  - 프놈펜 - 프놈펜 국제공항
- 태국
  - 방콕 - 돈므앙 국제공항
  - 푸켓 - 푸켓 국제공항
- 필리핀
  - 마닐라 - 니노이 아키노 국제공항

#### 남아시아
- 스리랑카
  - 콜롬보 - 반다라나이케 국제공항
- 인도
  - 델리 - 인디라 간디 국제공항
  - 뭄바이 - 차트라파티 시바지 국제공항
  - 첸나이 - 첸나이 국제공항

#### 서남아시아
- 레바논
  - 베이루트 - 베이루트 국제공항
- 바레인
  - 마나마 - 바레인 국제공항
- 사우디아라비아
  - 리야드 - 킹 칼리드 국제공항
  - 담맘 - 킹 파드 국제공항
- 아랍에미리트
  - 아부다비 - 아부다비 국제공항
  - 두바이 - 두바이 국제공항
- 요르단
  - 암만 - 퀸 알리아 국제공항
- 파키스탄
  - 카라치 - 진나 국제공항

### 아프리카

#### 북아프리카
- 이집트
  - 카이로 - 카이로 국제공항

#### 남아프리카
- 남아프리카 공화국
  - 케이프타운 - 케이프타운 국제공항
  - 요하네스버그 - OR 탐보 국제공항

### 유럽

#### 서유럽
- 영국
  - 런던 - 런던 히드로 국제공항
  - 런던 - 런던 개트윅 국제공항
- 프랑스
  - 파리 - 파리 샤를 드 골 국제공항
- 독일 -
  - 베를린 - 베를린 테겔 국제공항
  - 뮌헨 - 뮌헨 국제공항
  - 프랑크푸르트 - 프랑크푸르트 국제공항[5]
- 벨기에
  - 브뤼셀 - 브뤼셀 국제공항

#### 중유럽
- 스위스
  - 취리히 - 취리히 국제공항
- 오스트리아
  - 빈 - 빈 국제공항

#### 남유럽
- 그리스
  - 아테네 - 아테네 국제공항
- 스페인
  - 마드리드 - 마드리드 바하라스 국제공항
  - 바르셀로나 - 바르셀로나 엘프라트 국제공항
- 이탈리아
  - 로마 - 레오나르도 다 빈치 국제공항
  - 밀라노 - 밀라노 말펜사 국제공항

#### 동유럽
- 러시아
  - 모스크바 - 도모데도보 국제공항
- 체코
  - 프라하 - 프라하 바츨라프 하벨 국제공항

### 북아메리카
- 미국
  - 뉴욕 - 존 F. 케네디 국제공항
  - 로스앤젤레스 - 로스앤젤레스 국제공항
  - 호놀룰루 - 호놀룰루 국제공항
- 캐나다
  - 밴쿠버 - 밴쿠버 국제공항

### 오세아니아

#### 오스트랄라시아
- 뉴질랜드
  - 오클랜드 - 오클랜드 국제공항
- 오스트레일리아
  - 다윈 - 다윈 국제공항
  - 브리즈번 - 브리즈번 공항
  - 애들레이드 - 애들레이드 공항
  - 케언즈 - 케언즈 공항
  - 타운즈빌 - 타운즈빌 공항
  - 퍼스 - 퍼스 공항
  - 포트헤들랜드 - 포트헤들랜드 국제공항

#### 미크로네시아
- 괌
  - 괌 - 앤토니오 B. 원 팻 국제공항

## 같이 보기
- 카고 가루다 인도네시아